# Festa di Maria Santissima della Montagna
La festa di Maria Santissima della Montagna è la festa che dal 1763 si svolge ogni anno a Taurianova, in provincia di Reggio Calabria, dal 29 agosto al 10 settembre in onore della protettrice della città. Le celebrazioni hanno il loro culmine nei giorni dell'8 e 9 settembre, quando si ricordano i miracoli della Madonna a protezione della comunità e grazie al loro ricco programma religioso e civile, coinvolgono un elevatissimo numero di persone, alcune delle quali giungono a Taurianova appositamente per prenderne parte.

## "U 'Mbitu"
I solenni festeggiamenti hanno inizio il 29 agosto con il tradizionale rito chiamato "u 'mbitu" ("l'invito"). Al termine di una celebrazione eucaristica nella Chiesa Matrice una grande folla si raduna nei pressi di Piazza Giuseppe Macrì (antistante al Duomo) attendendo l'accessione dei "luppinazza" , ossia steli secchi di piante di lupini, che spetta al sindaco e al parroco della Chiesa Madre, seguiti da altre importanti autorità civili, militari e religiose. Una volta partito il fuoco, che velocemente raggiunge dimensioni molto notevoli (soprattutto in altezza) al punto da illuminare l'intera piazza, la comunità si appresta a gettare nel fuoco altri fasci di steli di lupini. In passato soltanto il sindaco di Taurianova attendeva all'accensione del fuoco come segno di vicinanza alla comunità, infatti esisteva il detto "Ndavi l'onori ca davanti a chiazza, na vota l'annu aduma i luppinazza" ("Una volta l'anno ha l'onore di poter far prendere fuoco ai fasci di lupini di fronte alla piazza).
Diversi studiosi del folklore si sono soffermati su questa manifestazione dalle antichissime origini, esaminando alcuni elementi come l'uso del fuoco e la scelta della pianta, preferita ad altri arbusti maggiormente presenti nel territorio. Secondo la tradizione cristiana il fuoco più volte è stato usato da Dio per comunicare con gli uomini, ma in passato era anche un ottimo modo per avvertire i paesi vicini dell'inizio della festa, importante occasione commerciale (poiché si svolgeva una grande fiera), sfruttando non solo le fiamme, ma anche il fumo e il bagliore: da qui il nome "u 'mbitu"
Gli steli di lupini in passato venivano portati nella piazza dai contadini delle zone vicine a Taurianova, che usavano dei carri trainati da buoi con l'immagine della Madonna attaccata sulla fronte. Probabilmente la scelta di questa pianta è dovuta a una leggenda, secondo la quale Maria, in fuga dalle truppe di Erode, si sarebbe gettata tra delle piante secche di lupino, che rompendosi sotto di lei avrebbero attirato l'attenzione dei soldati costringendola alla fuga. Dunque i taurianovesi bruciando questa pianta saldano il legame che li lega alla Madonna.

In passato erano attribuiti molti significati alle fiamme (che venivano addirittura "interpretate") e "u 'mbitu" era un momento ideale per stringere affari; oggi non si attribuisce più questo senso al rito, ma è comunque un momento di grande unione e festa per tutto il popolo taurianovese, accompagnato infatti dai rintocchi delle campane, dalla banda cittadina e da vari spettacoli (esibizione di gruppi musicali e fuochi d'artificio).

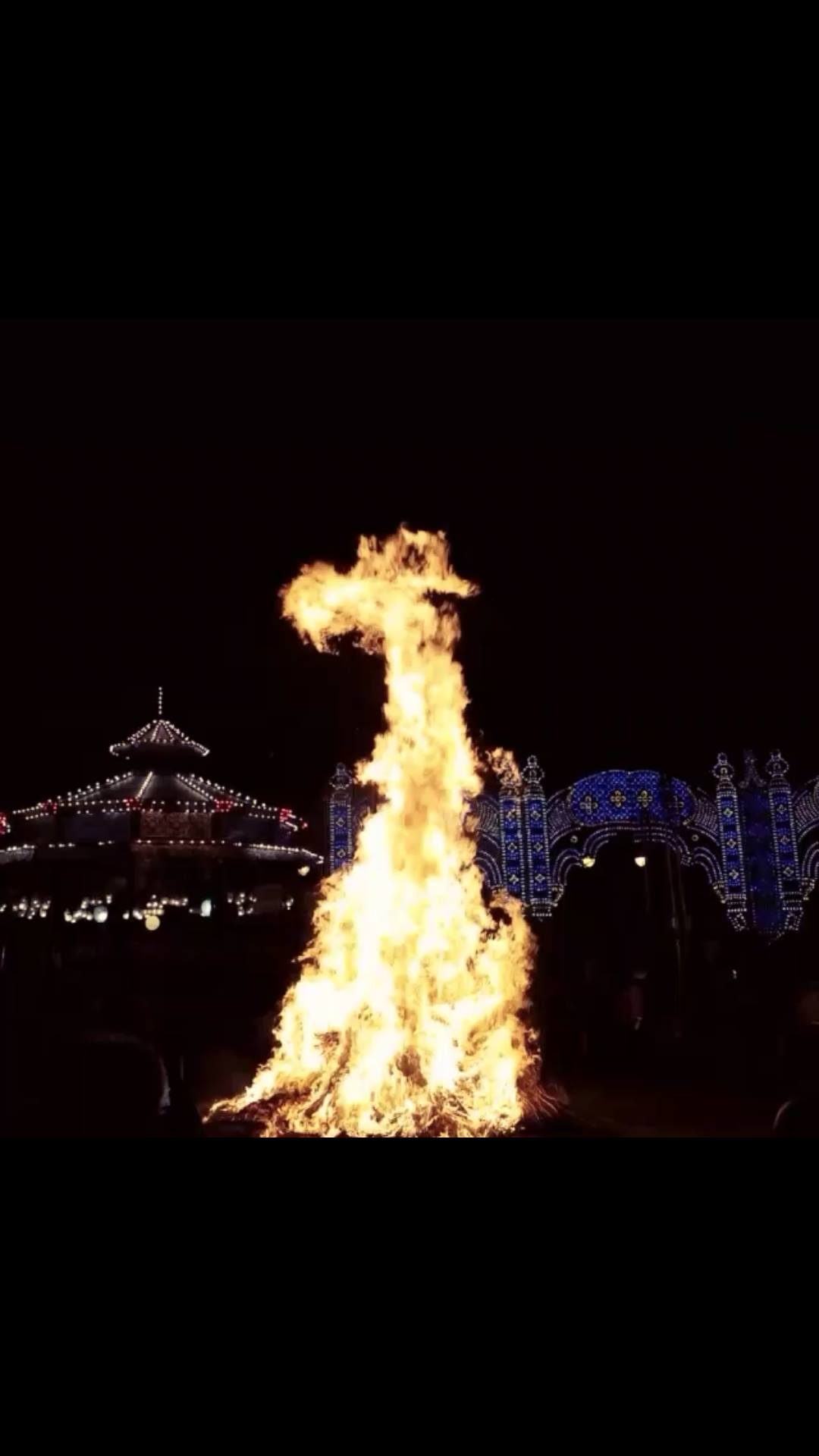
"U mbitu" 2015
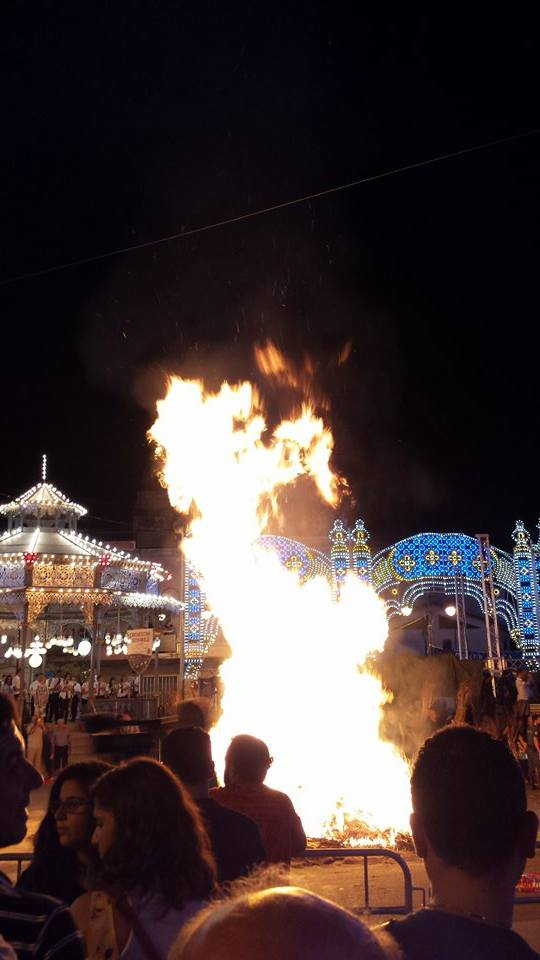
"U mbitu" 2015

## La novena

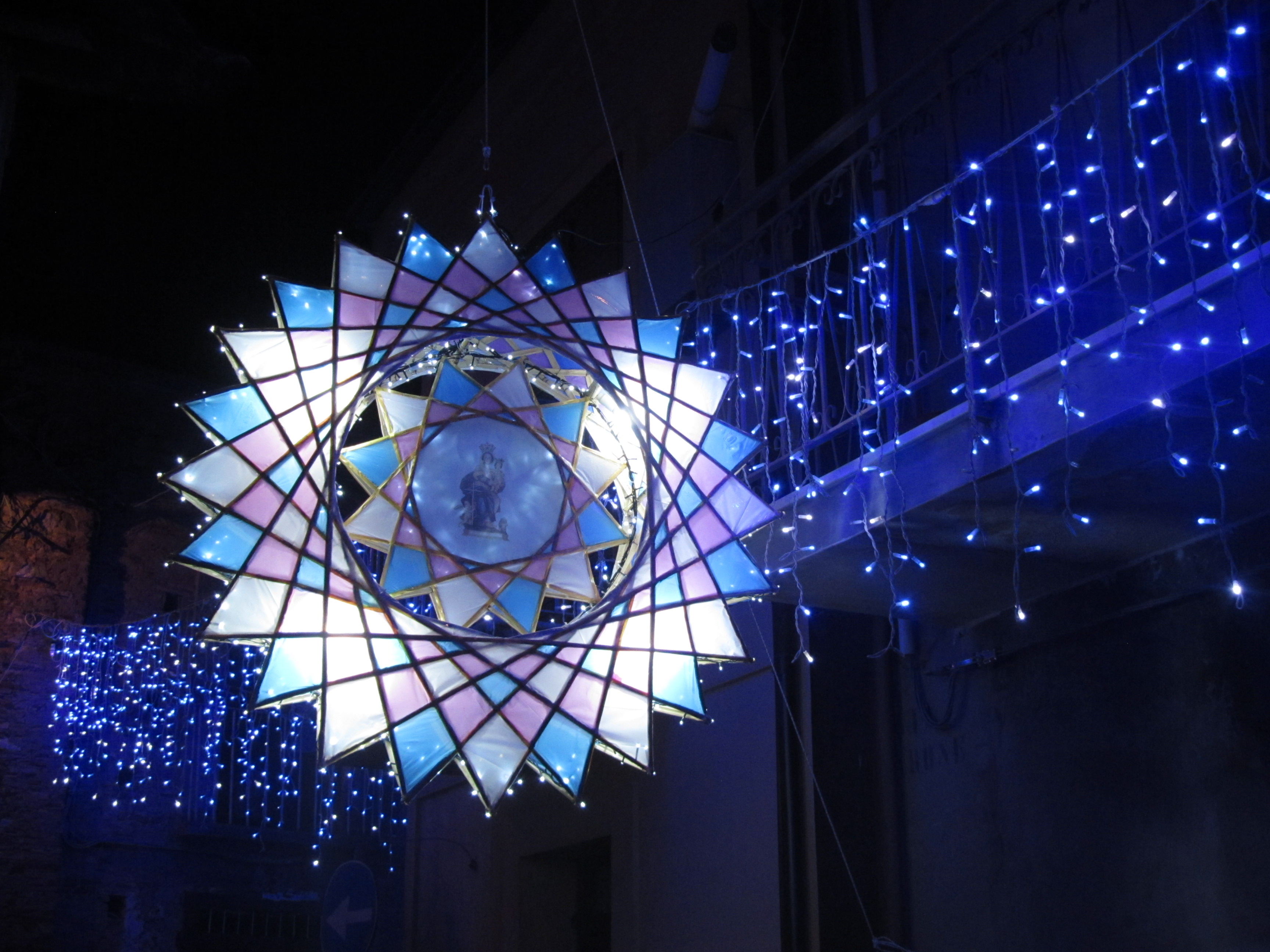
Una stella votiva appesa in un vicolo del Centro storico

Con "u 'mbitu" ha inizio la novena, durante la quale vengono celebrate delle messe in preparazione alla festa che raccolgono nel Duomo moltissimi fedeli, allietati alla loro uscita da alcuni suonatori di ciarameda e altri strumenti tradizionali. Nel corso della novena inoltre molti balconi della città vengono decorati con le "stelle votive", ossia delle costruzioni in carta a forma di stella con rappresentata sopra la Madonna illuminate al loro interno; da diversi anni esiste un concorso che vede premiata la "stella" più bella, finalizzato alla valorizzazione di questa tradizione taurianovese. L'origine di questa forma di devozione risale al 1760, quando a Taurianova, in occasione dei festeggiamenti, le strade della città venivano illuminate con lampade ad olio; negli anni successivi la fiammella venne protetta con carta velina o stoffa, in seguito lavorate in modo da ottenere figure complesse come le stelle (prendendo spunto da Antonio di Padova che definiva Maria "stella del mattino e portatrice di luce"), navi ( in ricordo dell'imbarcazione che portò l'effigie da Napoli a Gioia Tauro) o chiese.
Nel 2015, in occasione dei festeggiamenti, è stata allestita la "Via della Stella", ossia un percorso nel Centro Storico (con accesso su Via Roma e Piazza Garibaldi) in cui numerosissime stelle votive realizzate di varie dimensioni e di vari materiali pendevano dai balconi delle case e dalle illuminazioni, mentre lungo le pareti erano esposte delle foto di Taurianova antica messe a confronto con quelle della città di oggi.
Spesso la sera vengono organizzati numerosi spettacoli e manifestazioni culturali (cabaret, esibizioni di gruppi musicali, competizioni sportive, commedie in vernacolo, talent show, consegna di premi, ecc. ecc.) dalla Parrocchia Maria Ss. delle Grazie, dall'Amministrazione Comunale e Provinciale e dalle associazioni operanti in città.
Uno degli ultimi giorni della novena, generalmente il 6 settembre, la statua lignea della Madonna, realizzata nel 1787 dall'artista napoletano Michele Salerno e posta in una nicchia sull'altare del Duomo, viene "calata" ed esposta all'adorazione dei fedeli, che baciano l'effige in segno di devozione: in passato era usanza che le donne del paese facessero "u jornu da Madonna" , ossia un giorno dedicato interamente alla preghiera di fronte all'effige della Patrona della città.

## 7-8-9 Settembre
La festa raggiunge il suo culmine nei giorni 7-8-9 del mese di settembre: l'8, in cui ricorre il giorno della festa di Maria Santissima della Montagna, si svolge una lunga processione con più di 90 portatori,6 portatori appartenenti alle famiglie Condello e Leva portano avanti una tradizione familiare che si manifesta di generazione in generazione e come segno di fede e devozione indossano un camice bianco per rinnovare ogni anno questa tradizione .La processione parte dal Duomo cittadino e, formando una colonna di migliaia di fedeli, prosegue per le vie della città, passando di fronte alle altre chiese le cui campane suonano al passaggio dell'effige; molti taurianovesi pur non prendendo parte alla processione, assistono dal balconi esponendo coperte e trapunte pregiate, gettando petali di fiori o coriandoli. Dopo circa due ore la processione ritorna in Piazza Macrì, dove la statua viene fermata quasi per permetterle di assistere allo spettacolo di fuochi pirotecnici; la notte tra l'8 e il 9 settembre nel Duomo si svolge una veglia di preghiera, in ricordo del miracolo avvenuto quella notte del 1894. Durante questi tre giorni si registra una grandissima partecipazione alle celebrazioni religiose e civili, anche grazie alla grande fiera che occupa Viale XXIV Maggio, Piazza Italia, Via Senatore Loschiavo e Via Roma, le giostre, le luminarie collocate in Via Gemelli, Via XX Settembre, Piazza Italia, Viale XXIV Maggio, Piazza Macrì, Via Roma, Via Senatore Loschiavo, Piazza Vincenzo Caruso e Stefano Condello, Via San Giovanni de Rossi, gli spettacoli pirotecnici e le esibizioni di bande e artisti conosciuti a livello nazionale e internazionale: tra questi ricordiamo Amii Stewart, Francesco De Gregori, Toto Cutugno, Edoardo Bennato, Raf, Stadio, Mino Reitano, Eugenio Finardi, Angelo Branduardi, Gatto Panceri, Paola Turci.

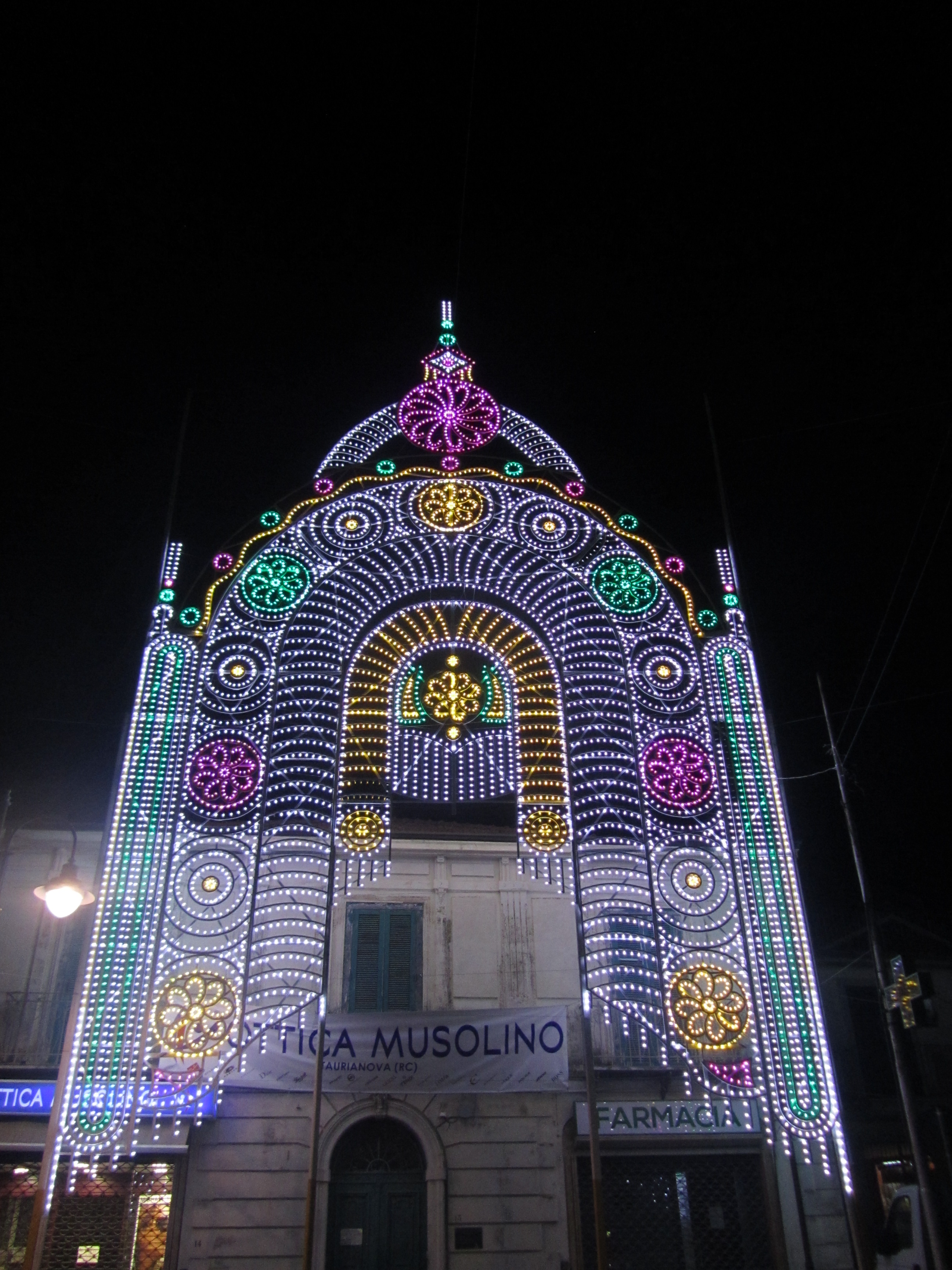
Illuminazione in Piazza Italia
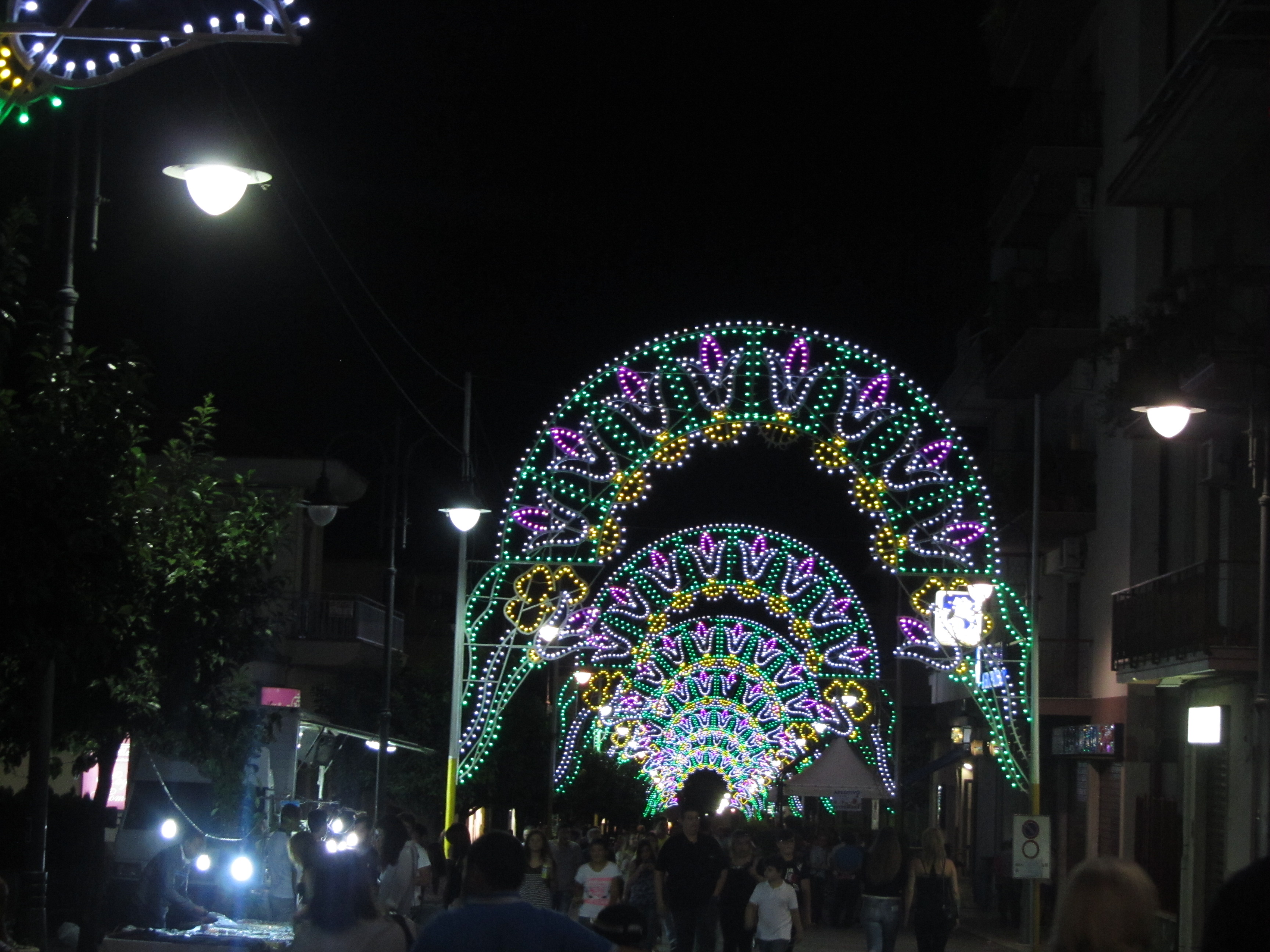
Illuminazione nel Viale XXIV Maggio
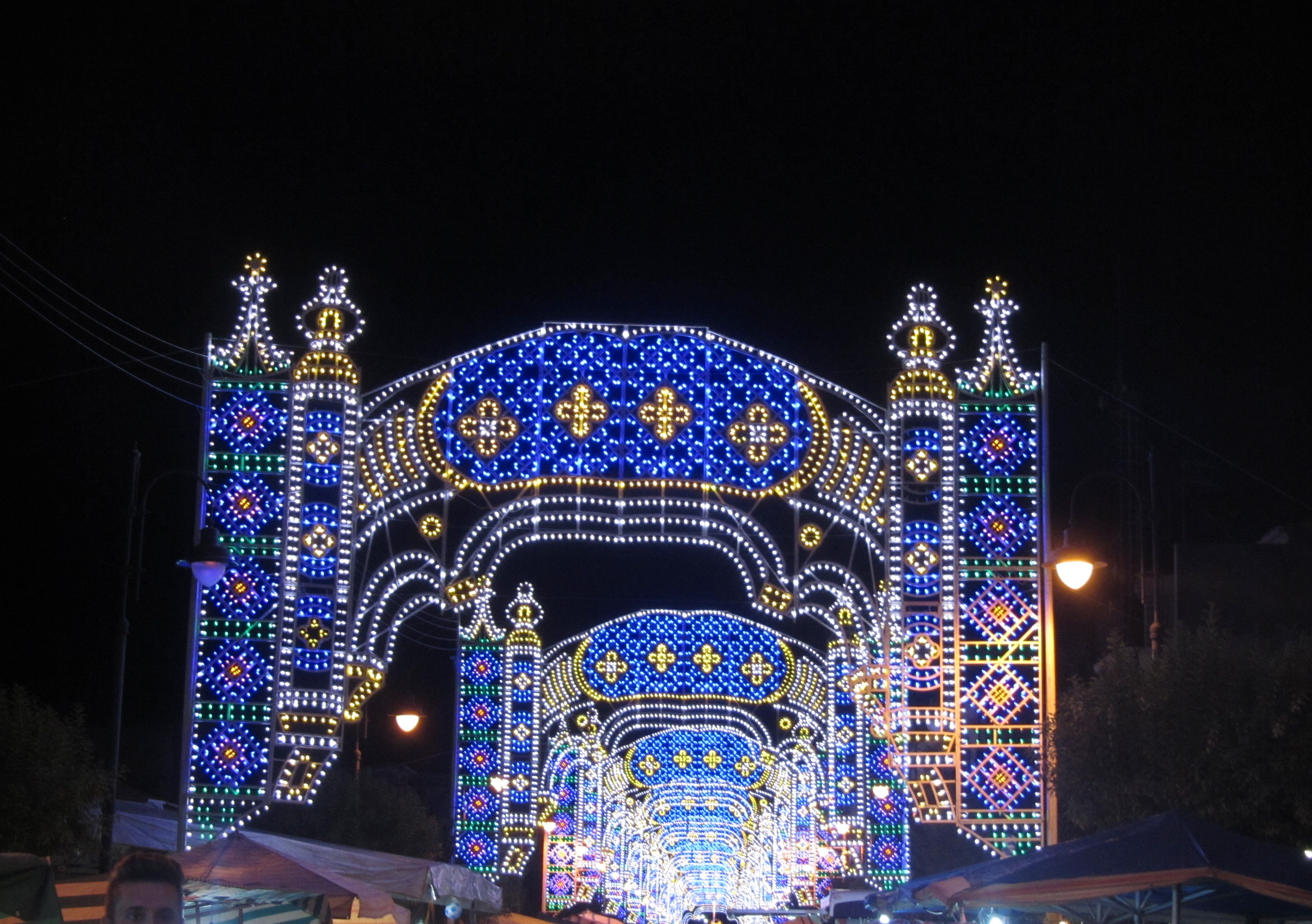
Illuminazione in Via Senatore Lo Schiavo

### Il miracolo
Il 9 settembre si ricorda il miracolo, attestato da numerose testimonianze, tra cui quella dell'illustre cittadino taurianovese Francesco Sofia Alessio e raccontato anche da un'epigrafe scritta in latino custodita nel Duomo di Taurianova. Secondo il racconto, nel 1787 un benestante di nome Don Vincenzo Sofia fece voto alla Madonna che avrebbe acquistato una statua di grande valore se la figlia, affetta da una grave malattia, fosse guarita;  questo non accadde, ma l'uomo decise ugualmente di commissionare la realizzazione di una statua (però in legno) a una artista con bottega a Napoli di nome Michele Salerno. 
La statua venne spedita via mare, ma l'imbarcazione si imbattette in una bufera, e l'equipaggio, con l'intento di alleggerire la nave, tentò di gettare in acqua il carico, trovando però eccessivamente pesante una delle casse; intanto apparve sulla prua una donna (in seguito riconosciuta come la stessa rappresentata nella statua, dunque Maria) che riuscì a portare in salvo l'imbarcazione. Giunta in Calabria la cassa venne scaricata con grande facilità, dunque i marinai incuriositi chiesero di poterne vedere il contenuto. Arrivata a Taurianova, gli abitanti sentirono la necessità di sostituire questa statua a quella precedentemente venerata nella Chiesa Matrice.
Il 9 settembre 1894, il giorno seguente alla festa, un negoziante napoletano giunto per la fiera di nome Ambrogio Incarnato vide gli occhi della statua muoversi da destra a sinistra e dall'alto verso il basso, fenomeno notato poi da tutte le altre persone presenti in chiesa; si decise dunque di portare la statua in processione per le vie della città ma un altro fenomeno lasciò stupefatta la grande folla accorsa: come riportato da Padre F. Danza, astronomo della Specola Vaticana e direttore dell'Osservatorio Meteorico-Geodinamico di Radicena (comune confluito nell'attuale Taurianova), intorno alle 23:30 sulla superficie della luna apparve una croce, fissata insistentemente dagli occhi della statua.  Il 16 novembre dello stesso anno un terribile terremoto colpì la Piana di Gioia Tauro, lasciando illesa soltanto Taurianova: da allora i cittadini ricordano il 9 settembre come il giorno del miracolo.

## 10 Settembre
Il 10 settembre è generalmente in giorno di chiusura della festa, con il tradizionale rito del "Bacio della Madonna": molti fedeli prendono parte a una celebrazione eucaristica nel Duomo della città, al termine della quale i fedeli baciano il piede della statua, che viene poi riposta nella nicchia sopra l'altare della chiesa.
Nel 2014 il giorno 10 settembre si è tenuto il concerto di Raf, dunque la statua è stata riposta nella nicchia il giorno successivo.

## Celebrazioni straordinarie

### 1946
Nel 1946 il Comitato feste realizzò centinaia di stelle votive per decorare le principali vie della città

### 1994

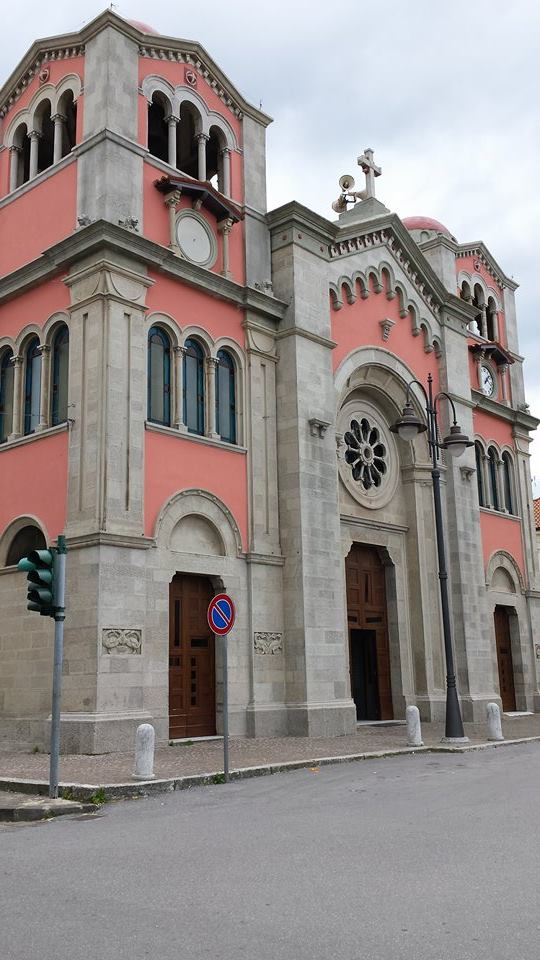
La facciata del Duomo di Taurianova dopo il restauro del 2014

Nel 1994 si è celebrato il Centenario del Miracolo: per l'occasione l'effigie della Madonna fu restaurata a Cosenza; inoltre, durante i festeggiamenti, Maria Santissima della Montagna fu incoronata Regina di Taurianova dal vescovo della Diocesi di Oppido Mamertina-Palmi Domenico Crusco con due preziose corone benedette da Papa Giovanni Paolo II il 20 luglio dello stesso anno. Nel Duomo di Taurianova è presente una stele marmorea a ricordo di questo evento.

### 2014
Nel 2014 sono stati celebrati tre anniversari: il centoventesimo dal miracolo, il ventesimo dall'incoronazione e l'ottantacinquesimo dalla dedicazione della chiesa parrocchiale: per l'occasione il programma della festa è stato particolarmente ricco e ha previsto anche il restauro dello storico Palco Sgarano, non utilizzato dal 1999. Dopo l'accensione de "u 'mbitu" e una novena ricca di iniziative ed attività, l'8 settembre si è svolta una veglia di preghiera (essendo state vietata le processioni in tutta la Diocesi) che ha radunato tantissimi fedeli rivolti verso l'effigie posta sul sagrato del Duomo in Piazza Macrì, conclusasi con uno spettacolo pirotecnico. In occasione dei festeggiamenti del 2014 la facciata del Duomo di Taurianova è stata ripulita accuratamente ed è stato ripristinato il colore originale.
Il 9 settembre invece in piazza è stata celebrata dal vescovo Mons. Francesco Milito la Messa per l'anniversario del Miracolo: al termine di essa i pasticceri di Taurianova hanno offerto una torta lunga 18 metri a ricordo dei tre anniversari, il taglio della torta a opera del Vescovo e del parroco del Duomo Don Antonio Spizzica è stato accompagnato da uno spettacolo pirotecnico. Lo stesso giorno, dalle ore 17:00, in Piazza Macrì è stato allestito uno stand delle Poste italiane per un Evento Filatelico straordinario in occasione dei tre anniversari.
I festeggiamenti sono continuati a pieno ritmo fino al 10 settembre,con il concerto di Raf e i fuochi d'artificio, e si sono conclusi l'11 con il tradizionale Bacio della Madonna e la riposizione della statua nella nicchia.

## Palco Sgarano
Uno degli elementi caratteristici dei festeggiamenti è lo storico Palco Sgarano, ideato nel corso del 1800 e realizzato da Paolo Esposito tra il 1909 e il 1911, in seguito venduto a Giovanni Sgarano, il quale realizzò il primo impianto di illuminazione formato da 740 lampadine esterne e 100 lampadine interne; in più vi sono 16 lampadari realizzati interamente a mano.
Il palco venne notevolmente modificato e migliorato da Giuseppe Sgarano, figlio di Giovanni, al punto da ospitare le migliori bande civili e militari e renderlo richiesto per tutte le feste nella Piana di Gioia Tauro; nel 1994, in occasione del Centenario dal Miracolo, Giuseppe Sgarano realizzò l'aiuola intorno al palco, che però fece la sua ultima apparizione nel 1999. 
Nel 2014, grazie all'iniziativa "Festa e Tradizioni, una storia che rinasce!" il palco è stato restaurato con il prezioso contributo dei cittadini e delle maestranze locali ed è tornato al proprio utilizzo dalla festa dello stello anno con l'esibizione dell'orchestra "Città di Taranto"; nel 2015 invece sul palco si sono esibiti i bersaglieri.

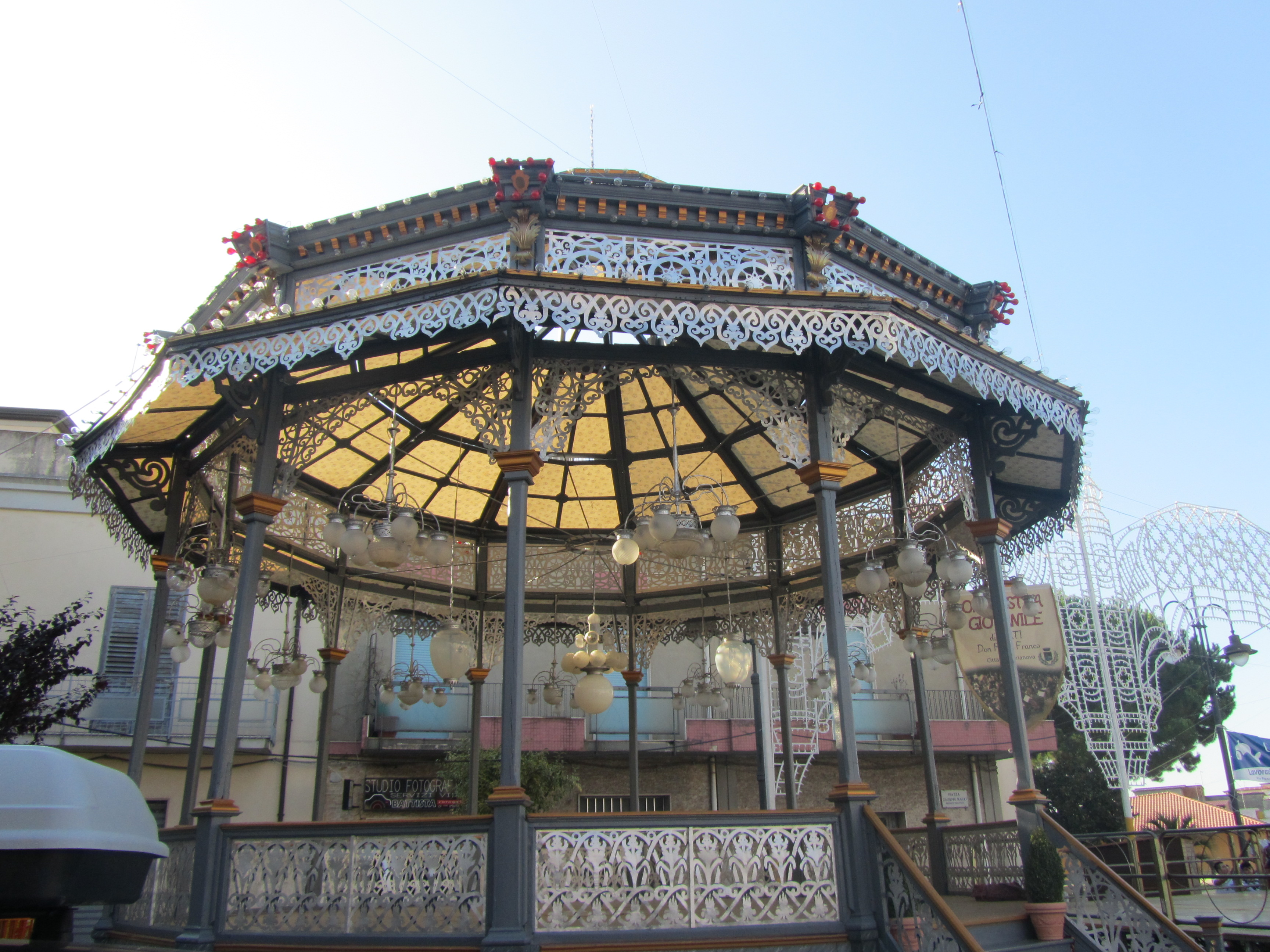
Palco Sgarano a Taurianova
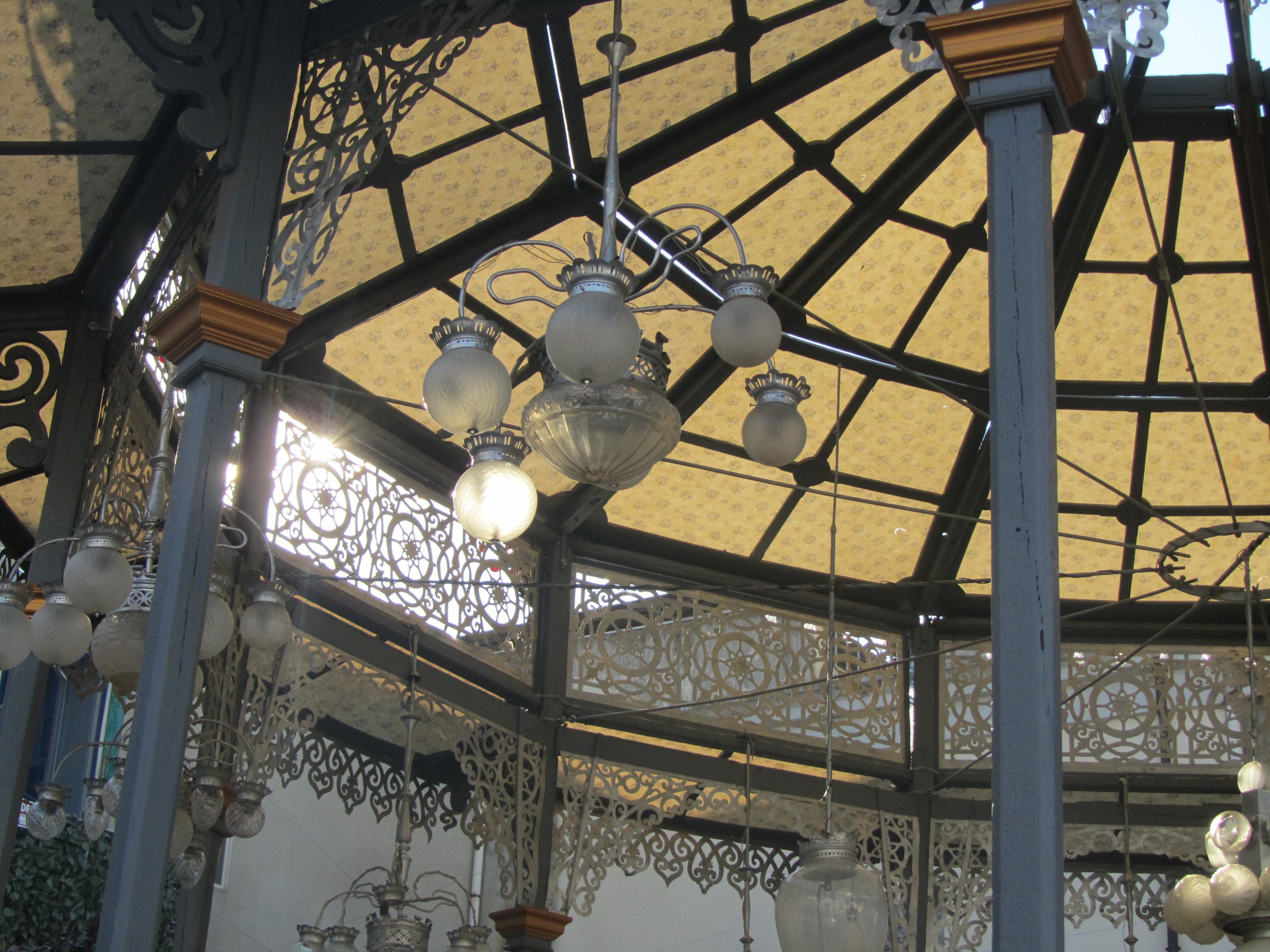
Uno dei 16 lampadari di Palco Sgarano
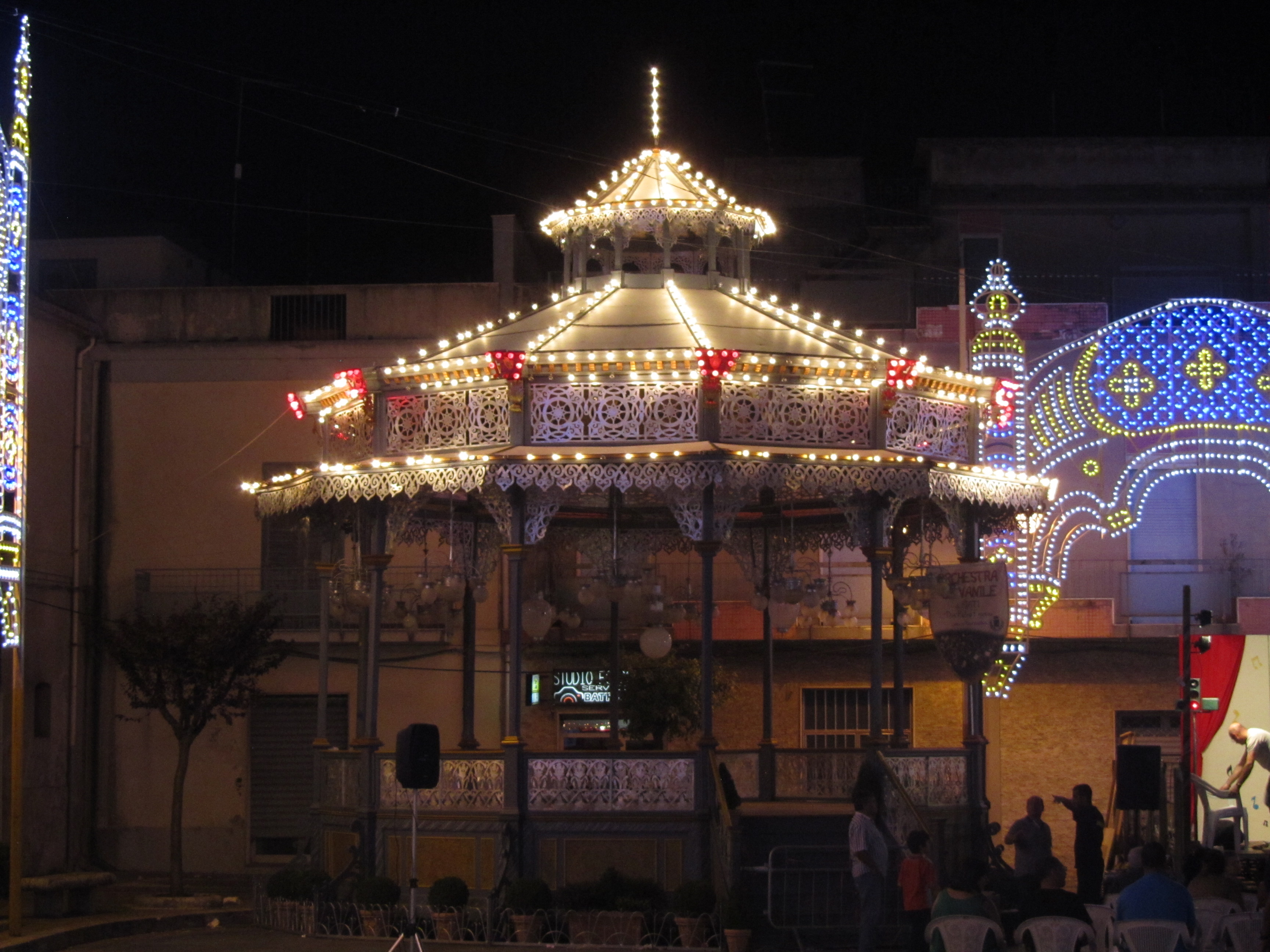
Palco Sgarano illuminato